# Dalsfjords socken
Dalsfjords socken (norska: Dalsfjord sokn) är en församling i Søre Sunnmøre prosteri i Møre stift inom Norska kyrkan. Församlingen omfattar ett område kring Dalsfjorden, i den västra delen av Volda kommun i Møre og Romsdal fylke i västra Norge.
Tidigare har området utgjort dåvarande Dalsfjords kommun.

## Kyrkor
- Dalsfjords kyrka, Dravlaus